# Moskén Vieux Ksar
Moskén Vieux Ksar (arabiska: مسجد القصر القديم) är en moské i kommunen Béni-Abbés i regionen Saoura i Algeriet.
Moskén ligger i centrum av den befästa, sammanbyggda byn (ksaren) Vieux Ksar. Den består av en bönesal med fyra dörrar och ett tvagningsrum, och har plats för 180 troende. Den grundades 1605 av  Mohamed Ben-Abdeslam för att tjäna som gudstjänstlokal och koranskola..
Moskén var kärnan i gamla Ksar och var under många sekler den enda moskén i Béni-Abbés. Vid senare restaurering av moskén har madrassan separerats från bönesalen.